# فارس بلا جواد
فارس بلا جواد مسلسل تاريخي مصري يدور في حقبة الاحتلال الإنجليزي لمصر من تأليف وبطولة محمد صبحي، تم عرضه لأول مرة في رمضان 2002م، وهو من إخراج أحمد بدر الدين، وقام ياسر عبد الرحمن بتلحين الموسيقى التصويرية للمسلسل.
استلهمت قصة المسلسل من قصة حياة الكاتب المصري حافظ نجيب الذي لقب بالأديب المحتال، كذلك تناول المسلسل الإحتلال الإنجليزي لمصر وكذلك بدايات الصراع العربي الإسرائيلي.

## قصته
تدور أحداث المسلسل حول حافظ نجيب، الطفل الذي تربى بين عائلة أمه الثرية، وأباه الفقير الضابط بالشرطة، الذي تزوج أمه لأنه نشأ لدى عائلتها منذ صغره، تتحول الأحداث بعد مقتل أبا حافظ الذي يقسم على الانتقام لوالده ولكل من يظلم في بلده، وذلك في عهد الاحتلال الإنجليزي. تستمر الأحداث وحافظ يوجه الضربات بعد الأخرى لجيش الاحتلال، ويكشف في أثناء سعيه مصادفة عن المؤامرات التي يعدها الصهاينة المقيمين في مصر ضد المصريين، وذلك عن طريق اتباع تعليمات كتاب بروتوكولات حكماء صهيون، فثم يحاول منعهم بشتى الطرق. كما يتعرض المسلسل للعديد من الأحداث التاريخية الشهيرة التي حدثت في تلك الفترة، مثل حادثة دنشواي، وتعذيب المصريين في السجون، وتواطؤ الخديوي مع الإنجليز، إلخ..

## قائمة الممثلين
| 1. محمد صبحي: حافظ نجيب/ الثعلب 2. جميل راتب: ريتشارد (مفتش السكوتلانديارد) 3. سيمون: الكونتيس سيجريس 4. أشرف عبد الغفور: حسن السداوي 5. هناء الشوربجي: أنورين هانم 6. ريهام عبد الغفور: مَلَك 7. هاني كمال: نجيب السداوي والد حافظ 8. أمل إبراهيم: زوجة حسن السداوي 9. شعبان حسين: الشيخ حامد (عم حافظ) 10. عبد الله مشرف: سعد حريقة 11. راندا عوض: ندى الفلسطينية | 1. مجدي صبحي: يوسف 2. نرمين كمال: جليلة (زوجة الشيخ حامد) 3. محمد أبو داوود: عنتر (عم حافظ) 4. صفاء الطوخي: عزيزة (عمة حافط) 5. شوقي طنطاوي: عبد الهادي (زوج عزيزة) 6. خليل مرسي: عدلي حسنين (مفتش البوليس السري) 7. وفاء عامر: كاميلية سكرتيرة للبرنسيس مارجريت 8. مها أبو عوف: البرنسيس مارجريت 9. يوسف فوزي: الدكتور إدوارد زوج مارجريت 10. محمود أبو زيد: يعقوب (كاهن يهودي) 11. رؤوف مصطفي: بنيامين (كاهن يهودي) | 1. عهدي صادق: إسحق (كاهن يهودي) 2. دنيا عبد العزيز: أهداب (ابنة خالة حافظ) 3. أيمن عزب: سمَّار بك (ابن خالة حافظ) 4. يوسف داود: جاويد باشا 5. كلود سيرنيه: مسيو بونفيه 6. عبد الرحيم حسن: حاذق باشا 7. يوسف عيد: شيخ خلف 8. أحلام الجريتلي: فضفاضة مربية ملك وحافظ 9. سارة 10. أحمد رفعت: غسان أخو ندى 11. هانم محمد: فضفاضة المربية كبيرا |

| 1. لنا يوسف: 2. عبد الحميد أنيس: (ضابط إنجليزي) 3. شريف صبحي: أهارون (رجل إسرائيلي) 4. شريف محسن: (شاب من الجماعة اليهودية) 5. منحة زيتون: الست زنابق 6. علاء خميس: 7. يوسف العسال: روبرت (ضابط إنجليزي) 8. محمد رضوان: (لمعي خدام سمَّار بك) 9. محمد عبد الحليم: متولي خادم سيجريس 10. حمدي السيد: (جابر ضابط شرطة) 11. نوال سمير: والدة نجيب (جدة حافظ) | 1. ياسمين النجار: 2. رانيا إبراهيم: 3. عبد الجواد متولي: بحر زوج فضفاضة 4. مروة مهران: راضية (زوجة عنتر) 5. فوزي الشرقاوي: 6. جينا: 7. ناجية الربيع: 8. فيولا: 9. إبراهيم الباز: 10. كلود لابرنيه 11. علاء عيد | 1. سعيد عبد اللطيف: 2. جميلة عزيز: راشيل (من الجماعة اليهودية) 3. علي الباجوري: 4. ليلى جمال: 5. بسام رجب: مسيو ألأن بفرنسا 6. عفاف حمدي: زوجة سعد حريقة 7. أمين هاشم: 8. محمد توفيق: 9. عزت المشد: حكمدار القاهرة 10. ليلي جبر: (من سوريا) 11. بشار أسماعيل: (من سوريا) | 1. عبد الحكيم قطيفان: (من سوريا) 2. اسكندر عزيز: انطوان (من سوريا) 3. ايفلين حسن:(من سوريا) 4. نبيل حلواني:(من سوريا) 5. ماجد صليبي:(من سوريا) 6. رضوان النفي:(من سوريا) 7. بثينة جمول: ماريان (من سوريا) 8. هادي خفاجة: (حافظ في سن الطفولة) 9. هيثم محمد: (حافظ في سن الشباب) 10. عمرو عبد العزيز: (رجل إسرائيلي) 11. كريم الحسيني: أبن سعد حريقة |

بالإضافة إلى: نبوية السيد - عادل أنور طلعت الشريف - جمال يوسف - حسن صالح - عبد الرحيم ديكمان - ليلى كامل - عادل أبو الغيط - مجدى الملاح - نانسي عبده - هشام فريد - أكرم زلط - رامي الرملي - كريم علي - لمياء أحمد - شيماء عبد المجيد - محمود عزت - أحمد أبو عميرة - محمود سمير - أحمد سمير - سماح الجاهلي - محمد عوض - باسم زكي - نهى صلاح الدين - عادل خوام - مجدي منير - أنسي المصري - خالد عبد الغفار - مصطى عبد الفتاح - مجدي عزت - لطفي هريدي - مجدي حسين - عبد الفتاح إبراهيم - عادل عطية - لوكي - أكييف - أيزك - ممدوح السنجري - محمد رزق - محمد محمود - عمران البحر - عبد الرحيم التنير - مصطفى أنور - أكرم مصطفى - عمرو الشويحي - سمير أبو المجد - عبد القوى سيد - وائل عصام - عبد الواحد العشري - حمدي التونسي - محمد أبو جنينة - هاني فرج - أميرة أنطون - فؤاد فروجي - أحمد العصل - محمد أبو الشباب - مصطفى رجب - أشرف أمين - عادل هلال - يسرى الحلو - محمد عتريس - أنور عبد المنعم - سامي الفاروق - مختار الروسي - منى أبو الفتوح - محمد علي الدين - مصطفى طه - بانسية

## الجدل السياسي
تعرض المسلسل للهجوم من العديد من الجهات من خارج وداخل مصر وأثار الكثير من الجدل، واتهمته الخارجية الإسرائيلية بمعاداة السامية، وذلك لسرده الأحداث المتعلقة بكتاب بروتوكولات حكماء صهيون وهو كتاب مشكوك بمصداقيته وصحته، مما هدد بوقف عرض المسلسل، ولكن في النهاية وضع تنويه في بداية تتر المسلسل بعدم ضرورة ارتباط جميع أحداثه بأحداث واقعية، بل وقام بقطع بعض أجزاء الحلقات، ثم قام بدمج الحلقات الأخيرة من المسلسل في بعضها حتى ينهي عرضه في مدة قصيرة، فلم تعرضه كاملا وقتها سوى محطة المنار اللبنانية التابعة لحزب الله، ولكن بعد انتهاء الفترة الرمضانية، أعاد التلفزيون المصري عرضه مرة أخرى وعدة مرات بدون أي قطع.
إلا أن إدارة التلفزيون المصري رفضت مبررات الاعتراض التي أبدتها كل من الولايات المتحدة وإسرائيل على البرنامج، حيث نفى صفوت الشريف وزير الإعلام المصري أن يكون في المسلسل التمثيلي ما يمكن أن يعتبر معاداة للسامية.
وحول كتاب بروتوكولات حكماء صهيون الذي يذكره المسلسل، قال المفكر الراحل عبد الوهاب المسيري عنه وعلى لسانه بأنه «مجرد كلام ساذج.. كأن يجلس رجل وزوجته لكتابة خطة فضفاضة للاستيلاء على العالم، فلم تذكر البروتوكولات أي آليات لتنفيذها». وفي هذه النقطة، فإنه جدير بالذكر أن الكتاب كان قد استخدم كوثيقة إدانة إبان الحكم النازي في ألمانيا لتسويغ ملاحقة وتعذيب اليهود في ألمانيا وأوروبا في ذلك العهد، لكن الكثير من اليهود يرفضون أن تكون محتويات الكتاب حقيقية، ويقولون إنه مزيف وغير واقعي ويهدف إلى الإساءة إلى سمعة اليهود في العالم.
بينما كان رد الفنان محمد صبحي وقتها هو: لم نحاول التحقق مما إذا كان الكتاب صحيحا أو ملفقا، ولكن ممارسات إسرائيل في فلسطين أكثر خطورة من هذا الكتاب.

## روابط خارجية
- فارس بلا جواد على موقع IMDb (الإنجليزية)
- فارس بلا جواد على موقع قاعدة بيانات الأفلام العربية